# 中国壁虎
中国壁虎（学名：Gekko chinensis）为壁虎科壁虎属的爬行动物，是中国的特有物种。分布于福建、广东、海南、广西等華南沿岸地區，多见于亚热带以及栖息于野外或建筑物的缝隙内。该物种的模式产地在中国。
其种加词“chinensis”意为“中国的”。

## 保护
本种于2023年被收录入《有重要生态、科学、社会价值的陆生野生动物名录》。